# Simon Richardson (Radsportler, 1983)
Simon Richardson (* 21. Juni 1983 in Bristol) ist ein ehemaliger britischer Radrennfahrer.

## Sportliche Laufbahn
Simon Richardson wurde 2004 britischer Vizemeister im Cyclocross der U23-Klasse. Im nächsten Jahr gewann er eine Etappe bei den Bikeline Two Days und 2006 konnte er dort die Gesamtwertung für sich entscheiden. 2008 fuhr Richardson für das britische Plowman Craven Racing Team. In seinem ersten Jahr dort konnte er die fünfte Etappe des FBD Insurance Rás für sich entscheiden. Im Jahr 2009 gewann er für die Mannschaft Rapha Condor die Gesamtwertung dieses Etappenrennens.
Ende der Saison 2012 beendete er seine Karriere als Aktiver.

### Erfolge
- 2008: eine Etappe FBD Insurance Rás[2]
- 2009: Gesamtwertung FBD Insurance Rás[3]

### Teams
- 2008: Plowman Craven Racing Team
- 2009: Rapha Condor
- 2010: Sigma Sport-Specialized
- 2011: Sigma Sport-Specialized
- 2012: Team IG-Sigma Sport

## Trivia
Seit 2014 moderiert er zusammen mit weiteren Presentern die Online-Video-Beiträge des Global Cycling Network. Gegenwärtig (Stand 2024) sind das Daniel Lloyd, Tom Last, Manon Lloyd, Conor Dunne und Oliver Bridgewood.